# Lucio Fulci
Lucio Fulci, född 17 juni 1927 i Rom, Italien, död 13 mars 1996 i Rom (diabetes-relaterad sjukdom), var en italiensk filmregissör, politisk aktivist, konstkritiker, manusförfattare och skådespelare.

## Biografi

### Tidiga åren
Lucio Fulci föddes i Rom 17 juni 1927 och växte upp i en siciliansk, politisk antifascistisk släkt under andra världskriget. Det var en familj med många kvinnor, hans sicilianska mors äktenskap accepterades ej av delar av övriga familjen. Han var barn under Mussolini och under Salòrepubliken.
I skolåren som ungdom studerade han på Liceo classico statale Giulio Cesare i Rom, under skoltiden väcktes hans intresse för konst och kultur, och främst film. Han gick även med i intellektuella cirklar med Italienska kommunistpartiet (PCI). Tillsammans med andra rebelliska kommunistvänner startade de tidningen Fabbrica.
Fulci skrev även konstkritik i "Gazzetta delle Arti" och "Il Messaggero" och var med i "il Gruppo Arte Sociale", en konstgrupp.
Fulci greps av polis under en demonstration vid PCI:s högkvarter under landets allvarliga politiska kris efter att kommunisternas Palmiro Togliatti utsatts för mordförsök av en ungfascistisk student. En generalstrejk utropades och stämningen i Italien var spänd. Fulcis relation till familjen var ofta stökig och hans mor "slängde ut honom ur hemmet" en gång. Han levde då ett ganska svårt liv, men fortsatte på banan som filmentusiast, efter att ha varit i ett misslyckat förhållande ett tag, och började jobba på en biograf.

### Karriären
Fulci, som först studerat medicin på sin mors önskan men hoppat av studierna, valde en karriär i film istället och blev slutligen filmregissör, och arbetade i en rad olika genrer, bland annat spaghettivästern. Under tidigt 1970-tal bytte han till thrillergenren och regisserade giallofilmer som blev både kommersiellt framgångsrika och var kontroversiella i sin skildring av våld och religion.
1979 fick han sitt internationella genombrott med Zombi 2, en blodig zombiefilm gjord för att utnyttja populariteten av George A. Romeros Dawn of the Dead från 1978, som släpptes i Italien som Zombi (den är inte på något meningsfullt sätt samhörig med Romeros filmer utöver titeln). Han följde upp med åtskilliga skräckfilmer, varav många skildrade zombier, och som av kritiker har beskrivits som de våldsammaste och mest bloddrypande filmer någonsin. I City of the Living Dead (1980), The Beyond (1981), The House by the Cemetery (1981), och The New York Ripper förekommer extrema nivåer av blod och våld.
Flera av Fulcis filmer innehöll så mycket våld att de antingen blev censurerade av filmdistributören för att försäkra en R-klassificering av Motion Picture Association of America (MPAA) (exempelvis The Beyond, som ursprungligen släpptes i nerklippt form som Seven Doors of Death), eller så släpptes de utan klassificering (och därmed intakta) för att undvika X-klassificeringen (exempelvis Zombi 2 och The House by the Cemetery), vilket skulle ha begränsat filmernas målpublik till endast vuxna. De oklassificerade filmerna visades ofta i drive in- och grindhouse-biografer till ungdomars förtjusning.
En del av Fulcis mest entusiastiska beundrare har retroaktivt hävdat att Fulcis höjdpunkt av berömmelse och popularitet gick parallellt med Dario Argentos (som han samarbetade med filmen Wax Mask från 1997), åtminstone i Italien. Hans filmer förblev generellt ignorerade och/eller avvisade av ledande filmkritiker, som betraktade hans verk som ren exploateringsfilm. Hans beundrare däremot uppfattade omedelbart hans filmer som stilfulla utövningar av extremt våld, och senare började vissa av hans splatterfilmer (exempelvis The Beyond och The House by the Cemetery) sporadiskt få positiv kritik utanför Fulcis beundrarskara, medan hans tidigare mindre kända giallofilmer (exempelvis A Lizard in a Woman's Skin (1971) och Don't Torture a Duckling (1975)) såväl som västernfilmen Four of the Apocalypse från 1975 hyllades allt eftersom de blev mer tillgängliga världen över.
Hans fru begick självmord på slutet av 1960-talet, något som påverkade Fulci mycket.

### De sista åren
Perioden från mitten av 1980-talet och framåt var mycket svår för Fulci, han led av emotionella och hälsomässiga problem och sin frus självmord återhämtade han sig aldrig helt ifrån. Obekräftade källor nämner också att en av hans döttrar dog i en trafikolycka därefter. Fulci var även förbittrad, bland annat på Dario Argento vars verk han tyckte alltid blev mer hyllade. Argento har i efterhand uttryckt önskan att ha umgåtts med Fulci mer innan hans bortgång. Under 1980-talet fick han även bland annat hepatit och skrumplever, och måendet markerade en nedåtgång i kvalitén i hans verk. Argento har sagt att Fulcis "vänner" i film, såsom skådespelare, filmfotografer, med mera, övergav Fulci.
Han gick ned i vikt så mycket att Argento när de väl möttes igen reagerade på det. Argento har nämnt att han träffade Fulci på en filmfestival 1994 och att Fulci då hade rullstol och var "både mentalt och fysiskt utsliten" men att de började samtala mer frekvent därefter och att Fulci fortsatt stödde en vänsterpolitik samt att han med Argentos stöd återfann viss entusiasm för filmskapande. Under sin sista tid hade han förlorat sitt hus och flyttat till en liten lägenhet i Rom. De få pengar han hade kvar gick åt till sjukhusoperationerna.
Fulcis död den 13 mars 1996 orsakades av att han inte tog sitt insulin för att behandla sin diabetes, och han dog följande natt. Somliga har föreslagit att detta var ett medvetet självmord till följd av de sista långa svåra åren.

## Filmografi (urval)
- Voices from Beyond (1994)
- Zombi 3 (1988)
  - även känd som The Beyond (DVD-titel), Zombie Flesh Eaters 2 (video-titel i Storbritannien). Fulci regisserade bara delar av filmen; den färdigställdes av Bruno Mattei.
- Aenigma (1987)
- Lo Squartatore di New York (även känd som The New York Ripper) (1982)
- Huset vid kyrkogården (originaltitel Quella villa accanto al cimitero) (1981)
  - även känd som The House Outside the Cemetery, The House by the Cemetery
- E tu vivrai nel terrore - L'aldilà (även känd som The Beyond) (1981)
- The Black Cat (1981) originaltitel Gatto nero
- The Smuggler (1980) originaltitel Luca il contrabbandiere
- Paura nella città dei morti viventi (även känd som City of the Living Dead) (1980)
- Zombi 2 (även känd som Zombie Flesh-Eaters) (1979)
- Don't Torture a Duckling (1972)